# 도쿄 여우비
《도쿄, 여우비》는 SBS에서 2008년 6월 2일부터 2008년 6월 10일까지 방영된 한일 합작 드라마로, 일본 현지에서 촬영되었다.

## 등장 인물

### 주요 인물
- 김사랑: 이수진 역
- 김태우: 정현수 역
- 진구: 박상길 역
- 이기영: 천만희 역
- 박은혜: 은비 역

### 그 외
- 이노하나 마이: 유키 역
- 야마모토 가쿠(山本學): 다나카 하루미 역
- 오타니 료헤이: 유스케 역
- 오쿠다 에리카(奥田恵梨華): 메구미 역